# والسول الشمالية (دائرة انتخابية في المملكة المتحدة)
والسال الشمالية (بالإنجليزية: Walsall North)‏ هي إحدى الدوائر الانتخابية في المملكة المتحدة الممثلة في مجلس العموم في برلمان المملكة المتحدة.
عضو البرلمان الذي يمثلها حالياً هو :Mr David Winnick (Lab).